# Turbina Bałakowo
Turbina Bałakowo – rosyjski klub żużlowy z siedzibą w Bałakowie, założony w 1968 roku. Dziewięciokrotny drużynowy mistrz ZSRR na żużlu. Aktualny drużynowy mistrz Rosji na żużlu. Zdobywca Klubowego Pucharu Europy i drużynowego mistrzostwa Ukrainy na żużlu w roku 2010. Klub posiada też sekcję ice speedwaya.

## Skład na sezon 2012
- Seniorzy
  -  Emil Sajfutdinow
  -  Roman Poważny
  -  Antonio Lindbäck

- Juniorzy
  -  Władimir Borodulin
  -  Andriej Kudriaszow
  -  Dmitrij Lemza
  -  Maksim Łobzenko
  -  Denis Nosow
  -  Maksim Sosnow
  -  Ilja Czałow
  -  Alexander Andrianow